# Monster High: Monstruo York, Monstruo York ¡Un musical vampitástico!
Monster High: Boo York, Boo York (también titulada Boo York Boo York: ¡Un musical monstruoso!) es una película infantil animada de fantasía y aventuras musicales de 2015 estrenada en video casero el 29 de septiembre  y transmitida por Nickelodeon como especial de televisión el 25 de octubre.
Dirigida por William Lau y escrita por Keith Wagner, quien también proporcionó su historia y guion, la película es la duodécima en la lista de películas animadas CGI basadas en la franquicia de muñecas Monster High de Mattel. La banda sonora figura en los álbumes para niños y bandas sonoras de EE. UU. de Billboard.

## Trama
Ramsés, el padre de Cleo de Nile, invita a sus hijas a asistir a una elegante gala en Boo York en la que se muestra el cometa Crystal y se anuncia la llegada de un cometa del espacio exterior. Cleo invita a su novio Deuce y a sus compañeros de clase Frankie, Clawdeen, Draculaura, Operetta y Catty Noir, el último de los cuales ha estado luchando por encontrar una nueva canción original. Conocen a la aspirante a artista Luna Mothews, la DJ robótica Elle Eedee y la bailarina Mouscedes King. También se topan con Toralei, quien fue invitada por Nefera, la hermana de Cleo. Ramsés y Nefera conspiran para apoderarse de Boo York intentando conectar a Cleo con Seth, el hijo del patrón de la gala, Amuncommon Ptolomeo, donde, si Cleo y Seth hacen una promesa bajo el poder del cometa, la promesa no puede ser incumplida. Mientras tanto, de vuelta en Monster High, Ghoulia descubre que el cometa parece estar en curso de colisión con la Tierra e intenta detenerlo antes de que explote el mundo entero.

## elenco de voces
Listado de reparto de los créditos finales: 
- Karen Strassman como Catty Noir
- Celeste Henderson como Cleo de Nile y Clawdeen Wolf
- Wendee Lee como Nefera de Nile
- TJ Smith como Faraón y Seth Ptolomeo
- America Young como Toralei Stripe
- Rachel Staman como Mouscedes King
- Laura Bailey como Elle Eedee, ladirectora Bloodgood y Lagoona Blue
- Lauren Weisman como Luna Mothews
- Erin Fitzgerald como Astranova, Abbey Bominable y Monstruo babosa
- Kate Higgins como Frankie Stein
- Cindy Robinson como Opereta, Sra. Ptolomeo
- Sue Swan como Draculaura
- Audu Paden como Ghoulia Yelps, Ramsés de Nile, Mr. Hack y Manny Taur, Narrador, Neckbet el camarero
- Cameron Clarke como Heath Burns, Mr. Rotter, Crazy Deady
- Evan Smith como Deuce Gorgon y un agente de dos cabezas
- Jonquil Goode como Twyla
- Todd Haberkorn como Momia esquelética

## Banda sonora

### Listado de pistas
| N.º | Título                         | Duración |  |
| 3.  | «It Can't Be Over»             |          |  |
| 16. | «Fright Lights, Big City»      |          |  |
| 17. | «Steal the Show»               |          |  |
| 18. | «Love Is Like a Storm Tonight» |          |  |

### Listas
| Gráfico (2015)                            | Máxima posición |
| ----------------------------------------- | --------------- |
| Álbumes infantiles de EE. UU. (Cartelera) | 5               |
| Bandas sonoras de EE. UU. (Cartelera)     | 12              |

## Merchandising
Se desarrollaron varias líneas de muñecas a partir de Boo York, Boo York: City Ghouls, City Schemes, Gala Ghoulfriends, Frightseers, Comet-Crossed Couple y Out-of-Tombers.
La autora Perdita Finn publicó una novela juvenil para el libro (ISBN 9780316301190) que fue publicado por Little, Brown Books for Young Readers en 2015, un libro de Passport to Reading titulado Catty Finds Her Voice  y un libro para niños llamado Welcome to Boo York.